# Igreja de Santa Ana (Capelo)

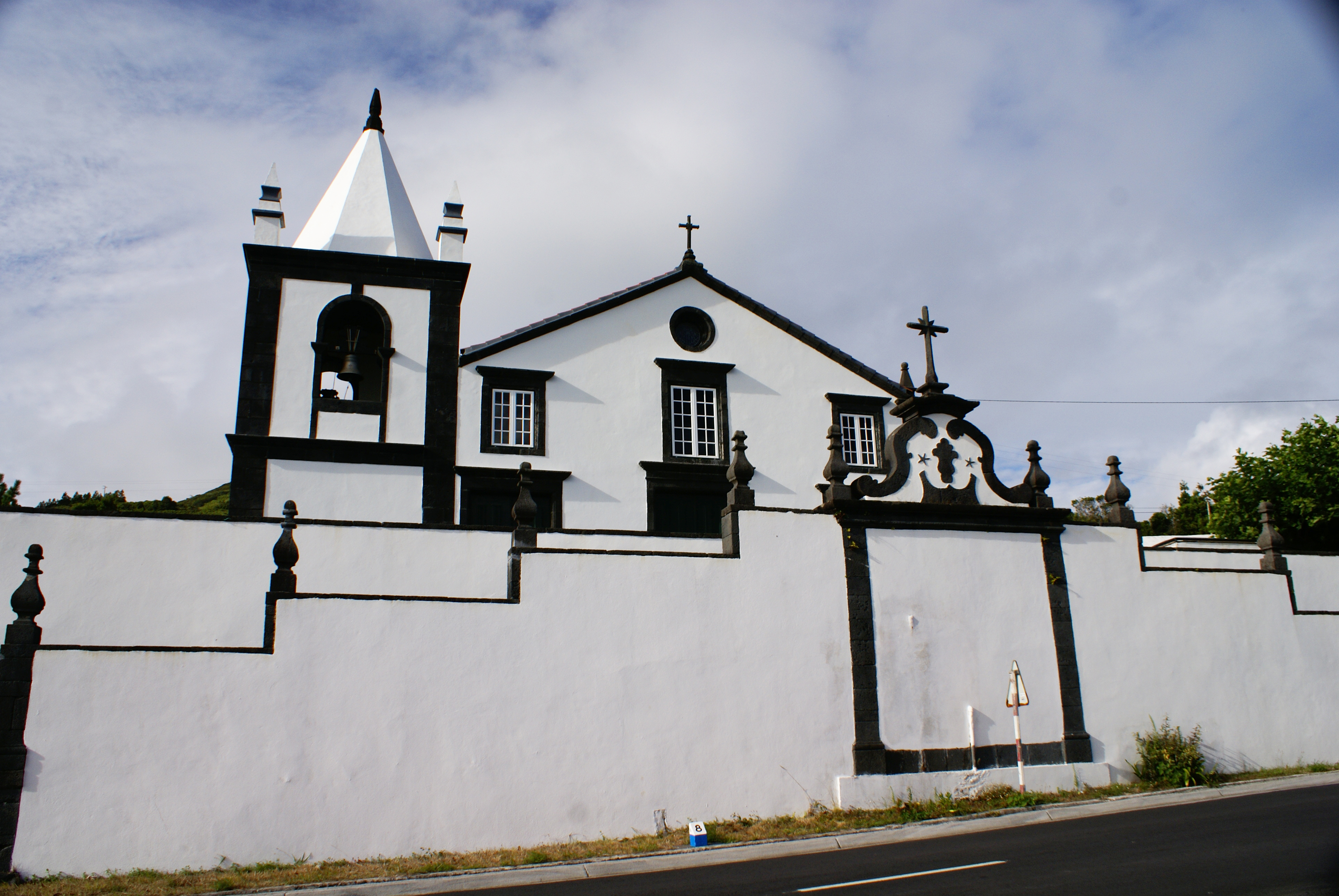
Igreja de Santa Ana, Fachada.

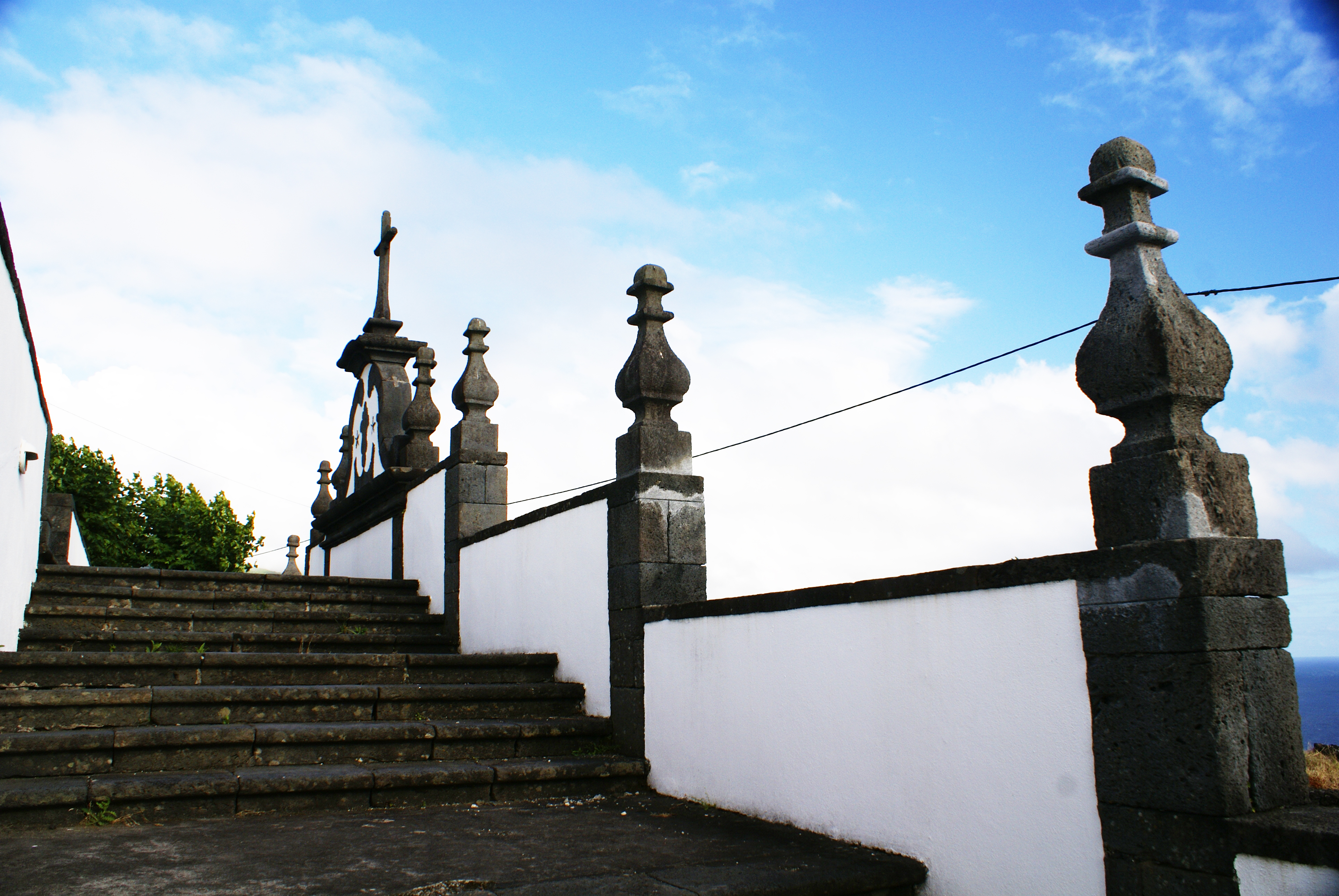
Igreja de Santa Ana, escadaria de acesso.

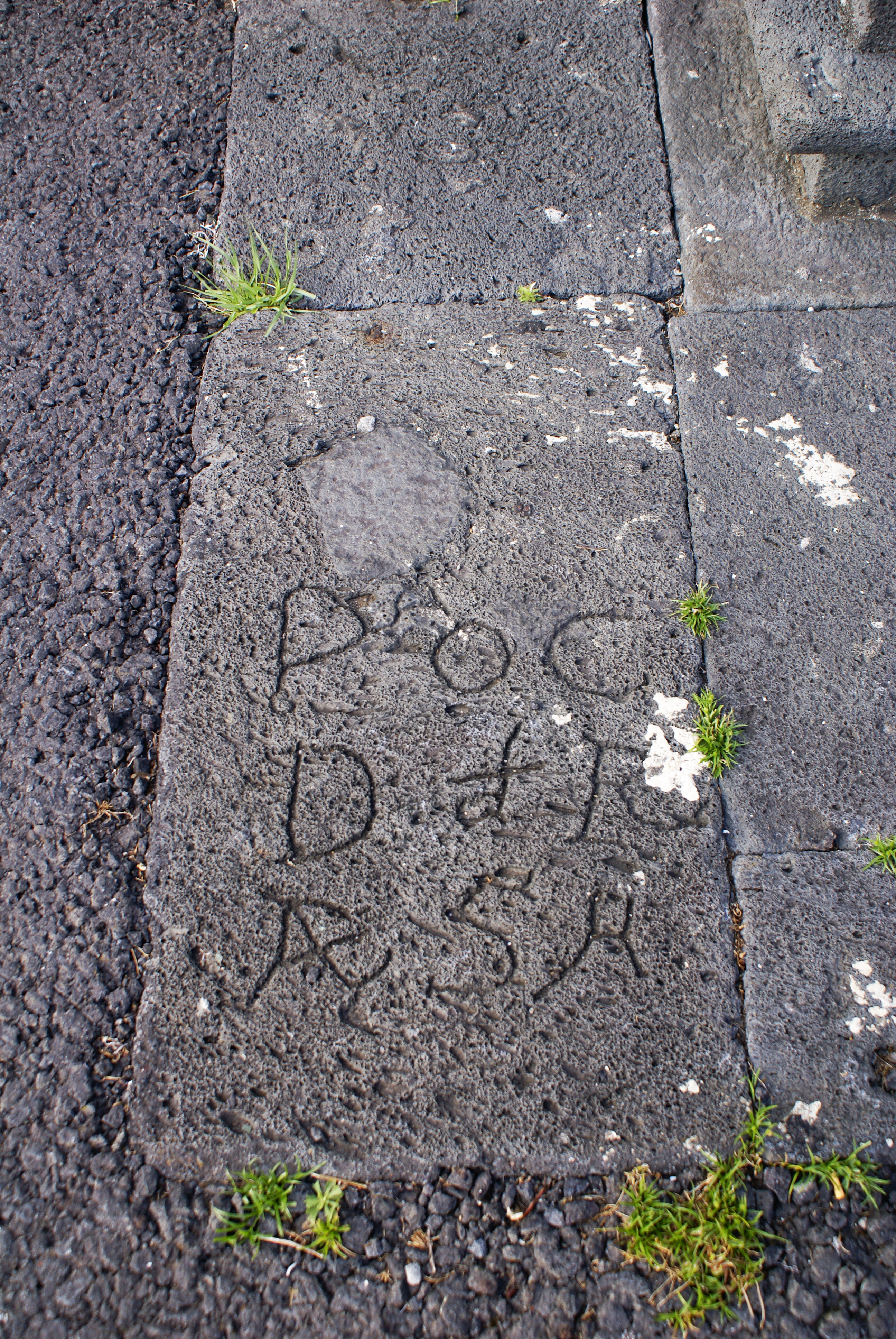
Igreja de Santa Ana, importante pedra lavrada, adro da igreja.

A Igreja de Santa Ana Crista é um templo religioso cristão português localizado na freguesia do Capelo, no concelho da Horta, na ilha do Faial, no arquipélago dos Açores.
A Igreja de Santa Ana foi edificada no século XVII, mais propriamente em 1680 e veio substituir outro templo mais antigo, datado de 1600, que havia sido destruído pela crise vulcânica de 1672.
É de referir que a erupção do Vulcão dos Capelinhos, ocorrida em 1957 também causou danos de monta nesta igreja.
Este templo apresenta-se dotado com apreciáveis dimensões e nela destacam-se os trabalhos feitos em cantaria de pedra basáltica de cor negra.
As festas em honra da padroeira da igreja são feitas no terceiro domingo de Julho de cada ano.